# Infanterie motorisée

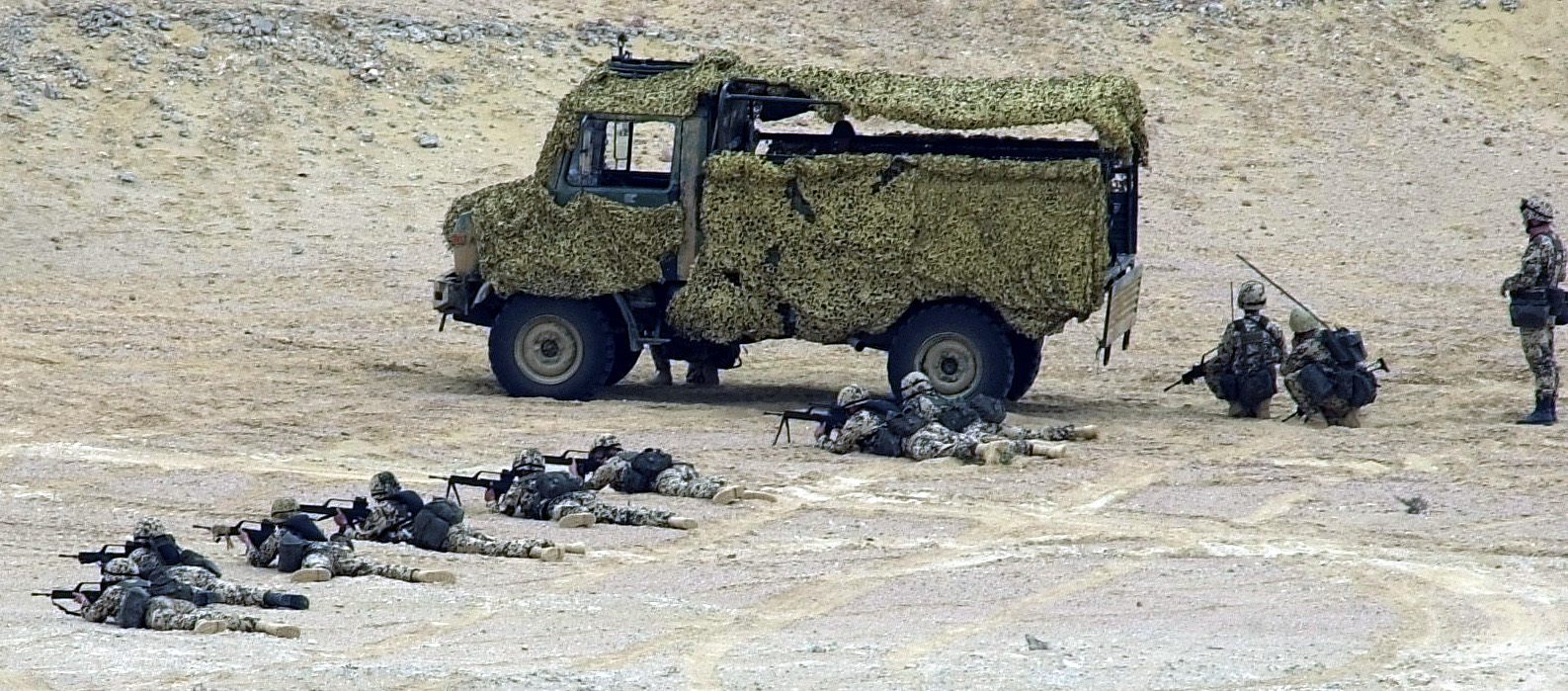
Infanterie de la Bundeswehr avec un camion U 1300 L en Égypte en 2001.

Ne doit pas être confondu avec infanterie mécanisée.
L'infanterie motorisée est l'infanterie transportée par camions ou dans d'autres véhicules à moteur, ne bénéficiant pas d'un blindage ou protection significatifs. Elle est à distinguer de l'infanterie mécanisée, qui est transportée dans des véhicules de transport de troupes, ou des véhicules de combat d'infanterie, tous ces véhicules étant blindés. En Russie et dans l'ancienne Union soviétique, le terme motostrelki (russe Мотострелки, littéralement « fusiliers motorisés ») est utilisé pour désigner l'infanterie mécanisée, et cet usage s'est imposé dans tous les pays membres du Pacte de Varsovie.
Motoriser l'infanterie est le premier stade de la mécanisation d'une armée. Les camions civils sont facilement adaptables aux usages militaires. Tracter de l'artillerie et transporter des soldats, du matériel et de l'approvisionnement augmente considérablement la mobilité stratégique des unités d'infanterie qui seraient, sans cela, obligées de se déplacer à pied ou par chemin de fer. Dans la pratique, les armées ont trouvé avantageux de développer des camions adaptés à leurs exigences spécifiques, par exemple à transmission intégrale, pour qu'ils soient utilisables par tout temps et sur tout terrain.
La motorisation n'offre pas d'avantage tactique au combat, car les camions et les jeeps sont vulnérables aux tirs en provenance de l'artillerie ou d'armes de petit calibre. Mais elle augmente la flexibilité de l'infanterie, car les éléments motorisés peuvent être accompagnés de leurs propres armes de soutien (mitrailleuses lourdes, mortiers et artillerie de campagne, armes antichar, etc.
L'inconvénient de la motorisation est, de toute évidence, la dépendance à l'approvisionnement en carburant[réf. nécessaire].

## Histoire

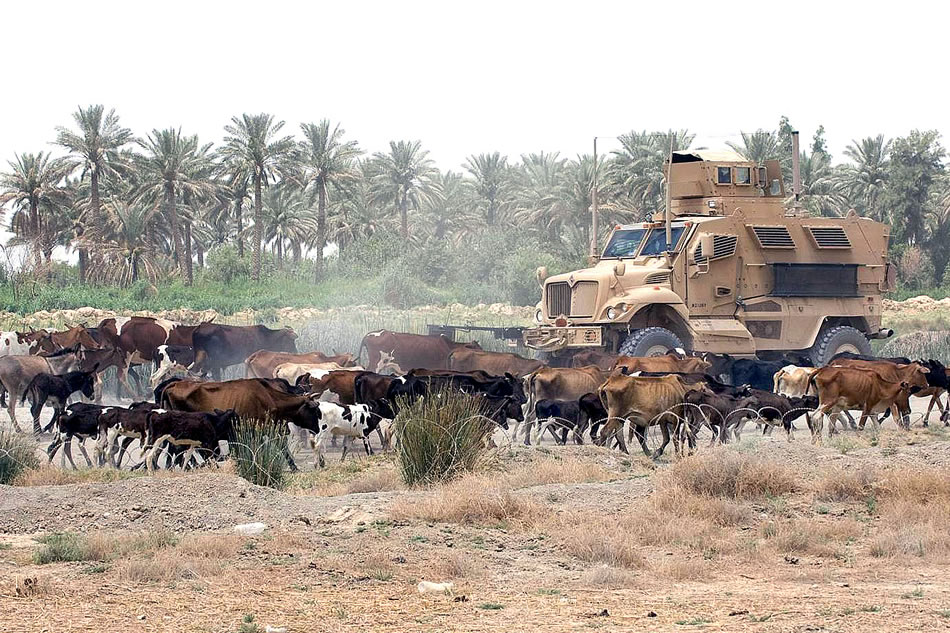
En Irak, un MRAP en 2008

### L'entre-deux-guerres
En 1927, les Britanniques créent une brigade, l'Experimental Mechanized Force (en), pour tester les capacités d'une force combinée motorisée, qui comprend de l'infanterie motorisée.
Certains partisans de la guerre de mouvement comme J. F. C. Fuller proposent des « flottes de tanks » autonomes, mais Heinz Guderian en Allemagne, Adna Romanza Chaffee aux États-Unis et Mikhaïl Toukhatchevski en Union soviétique reconnaissent que les unités de tanks avaient besoin d'un support rapproché de l'infanterie et des autres armes, et que celles-ci devaient donc progresser à la même vitesse.
Lors du réarmemement de l'Allemagne dans les années 1930, les nouvelles Panzerdivision sont dotées de brigades motorisées. L'armée française commence à mécaniser ses troupes avec les autochenilles Kégresse au cours des années 1930, remplacées par la suite par des véhicules à roues Lorraine et Laffly. Ajouté à la motorisation de l'infanterie et du train, cela dote ces deux armées de formations combinées à grande mobilité. La doctrine allemande est de les utiliser pour exploiter les percées de la guerre éclair, tandis que les Français envisagent de les utiliser pour déplacer rapidement leurs unités lors d'une guerre défensive.
L’armée britannique équipe ses troupes au cours des années 1930 et présente en 1939 sept divisions motorisées . La British Expeditionary force (BEF) comporte des troupes d’infanterie motorisée lors de son déploiement en France auprès de l’armée française en 1939.
- Le groupement Trinquet ou les effets des troupes motorisées : la campagne de l’Anti-Atlas, 20 février - 10 mars 1934[5]

Le gouvernement d'Édouard Daladier désire achever la Pacification du Maroc débutée en 1912, pour rapatrier le maximum de troupes en métropole. Le Général Antoine Huré favorise la surprise tactique appuyée sur le mouvement et la vitesse. Les qualités des troupes motorisées et de l'aviation sont utilisées au maximum et l'état-major suit l'évolution des combats par liaisons radios. La concentration de troupes comprend 35 000 hommes, 500 véhicules dont une centaine de blindés, 10 500 montures et 8 escadrilles ou une centaine d'avions, principalement des Potez 25 TOE.
L'ensemble comporte deux groupes d’opérations ou GO. Le GO ouest du Général Georges Catroux comprend 3 groupements formés d’infanterie légère, d’escadrons de cavalerie à cheval, d’artillerie tractée et de compagnies de chars. Le GO est du Général Henri Giraud bénéficie du gros des moyens, avec deux groupements. Le groupement du colonel Maratuech est identique au GO ouest. Le groupement du colonel Trinquet concentre la majorité des unités motorisées. Il bénéficie d'un appui constant de l'aviation, qui assure l'éclairage et attaque les objectifs d'opportunité à la bombe et à la mitrailleuse.
Le groupement Trinquet déstabilise les arrières ennemis par des manœuvres de débordement de plus de 200 kilomètres. Les unités motorisées devancent toute tentative d'offensive ou de fuite. Les tribus de l'Anti-Atlas se rendent en masse sous l'effet de l'encerclement, le GO ouest et le groupement Maratuech réalisant la prise de contrôle du terrain. Ce résultat est obtenu par une manœuvre inter-armes où les qualités de vitesse et d'élongation des unités motorisées et des escadrilles d'aviation provoquent la dislocation de l'ennemi.

### La Seconde Guerre mondiale
La rapidité de l'infanterie motorisée devint prépondérante au cours de la Seconde Guerre mondiale, lors de la Blitzkrieg allemande. Quoiqu'aussi vulnérable que l'infanterie à pied, l'infanterie motorisée se révéla décisive dans la stratégie de Blitzkrieg, grâce à sa capacité à suivre les panzer et à défendre les flancs de leurs percées.
En dépit des avantages évidents de la motorisation, la plupart des pays belligérants de la Seconde Guerre mondiale ne motorisèrent que partiellement leur infanterie, pour des raisons de coût et de logistique. Le gros de l'infanterie allemande et soviétique resta à pied, tandis que chaque division d'infanterie américaine pouvait, si nécessaire, réaffecter assez de camions pour motoriser un régiment d'infanterie. De la même façon, les divisions d'infanterie britanniques pouvaient motoriser certaines de leurs unités, mais leur infanterie se déplaçait le plus souvent à pied.

### L'après-guerre froide
Actuellement, dans le monde d'après la guerre froide, la motorisation de l'infanterie est presque devenue la norme, d'autant que dans les opérations de maintien de la paix les troupes agissent quasiment comme des unités de police. Il existe aussi une tendance au blindage (véhicules MRAP) pour contrecarrer les nouveaux modes d'action contre l'infanterie (guérilla irakienne).

## Comparaison des différents types d'infanterie
| Photo                     | Système              | Charge     | Rayon d'action | Vitesse de déplacement | Approvisionnement quotidien                                             |
| ------------------------- | -------------------- | ---------- | -------------- | ---------------------- | ----------------------------------------------------------------------- |
| soldats australiens, 1945 | Infanterie à pied    | 25 kg      | 40 km/jour     | 5 km/h                 | 1,5 kg de rations 10 L d'eau                                            |
|                           | Infanterie cycliste  | 35 kg      | 120 km/jour    | 16 km/h                | 1,5 kg de rations 10 L d'eau                                            |
| gravure d'un dragon       | Infanterie montée    | 45 kg      | 160 km/jour    | 24 km/h                | Soldat : 1,5 kg de rations 10 L d'eau Cheval : 18 kg de foin 68 L d'eau |
|                           | Infanterie à moto    | 45 kg      | 480 km/jour    | 64 km/h                | 1,5 kg de rations 10 L d'eau 18 L d'essence                             |
|                           | Infanterie motorisée | 4,5 tonnes | 480 km/jour    | 64 km/h                | 1,5 kg de rations 10 L d'eau 368 L de diesel                            |
| LAV                       | Infanterie mécanisée | 4,5 tonnes | 289 km/jour    | 48 km/h                | 1,5 kg de rations 10 L d'eau 640 L de diesel                            |